# Morro da Providência

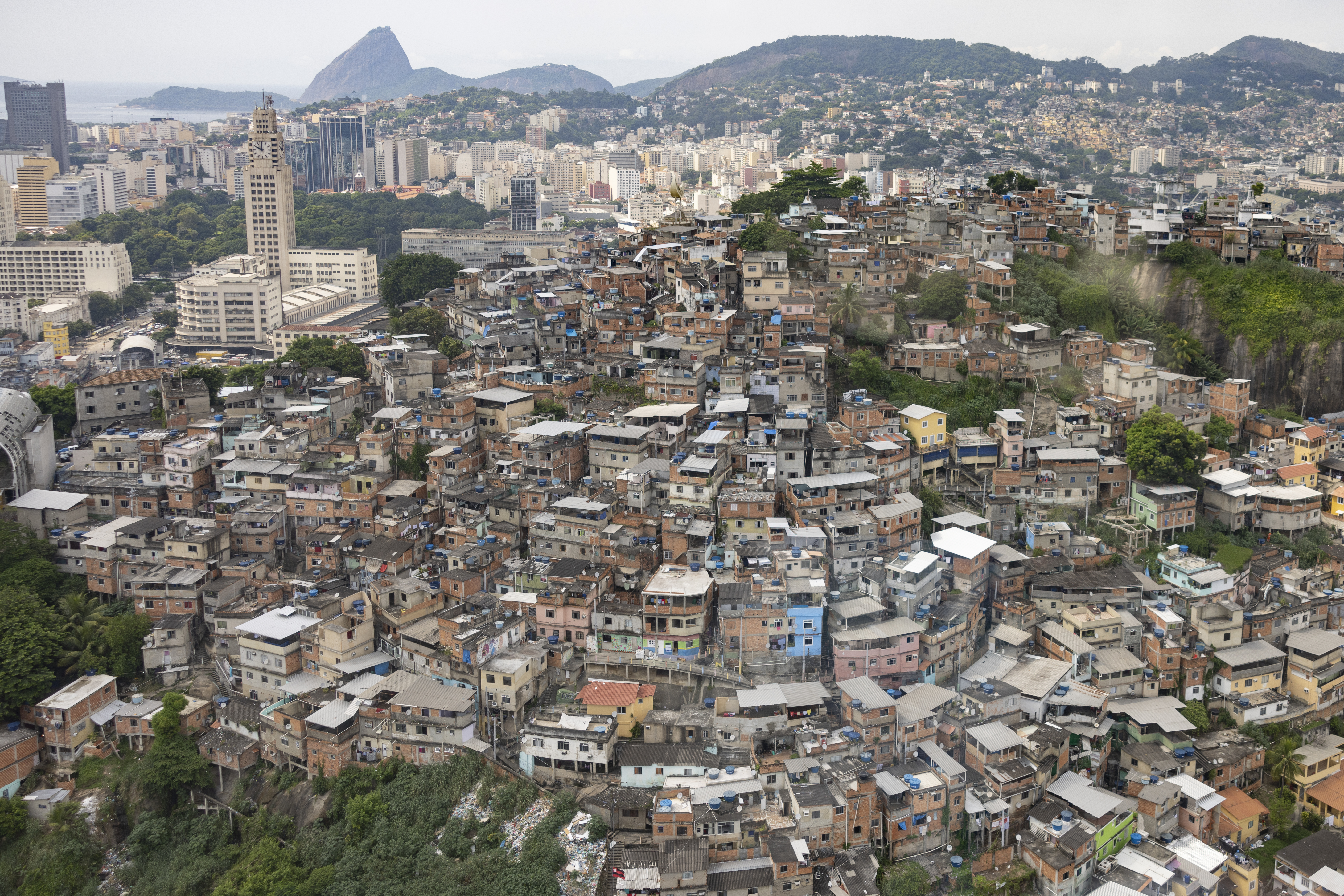
Vista do Morro da Providência em 2022.

O Morro da Providência é um morro situado no bairro da Gamboa, na Zona Central da cidade do Rio de Janeiro. Em suas encostas localiza-se uma favela com o mesmo nome, destacada por ser a favela mais antiga do Brasil. O povoamento do morro iniciou-se efetivamente na década de 1890 por moradores despejados de um cortiço e por soldados que participaram da Guerra de Canudos.
No início do século XX, o acidente geográfico era conhecido por seus moradores, em sua maioria oriundos da Guerra de Canudos, como Morro da Favela, uma referência a um morro de mesmo nome que existia em Canudos e que era recoberto por um arbusto rasteiro da espécie Cnidoscolus quercifolius, popularmente conhecida como favela. A designação atual da região, Morro da Providência, consta nas plantas da cidade do Rio de Janeiro desde meados do século XIX.

## História
Embora o Morro da Providência já fosse habitado antes, a favela surgiu a partir de uma promessa que o governo fez aos soldados do Rio de Janeiro enviados à Guerra de Canudos, que consistia em entregar-lhes residências caso saíssem vitoriosos. Ao retornarem ao Rio de Janeiro 1897 e verem a promessa não ser cumprida, os soldados se apropriaram de uma região de morro. O Morro da Providência passou a ser chamado de Morro da Favela em referência a um dos morros junto aos quais a cidadela de Canudos foi construída, assim batizado em virtude da planta Cnidoscolus quercifolius (popularmente chamada de favela) que encobria a região.

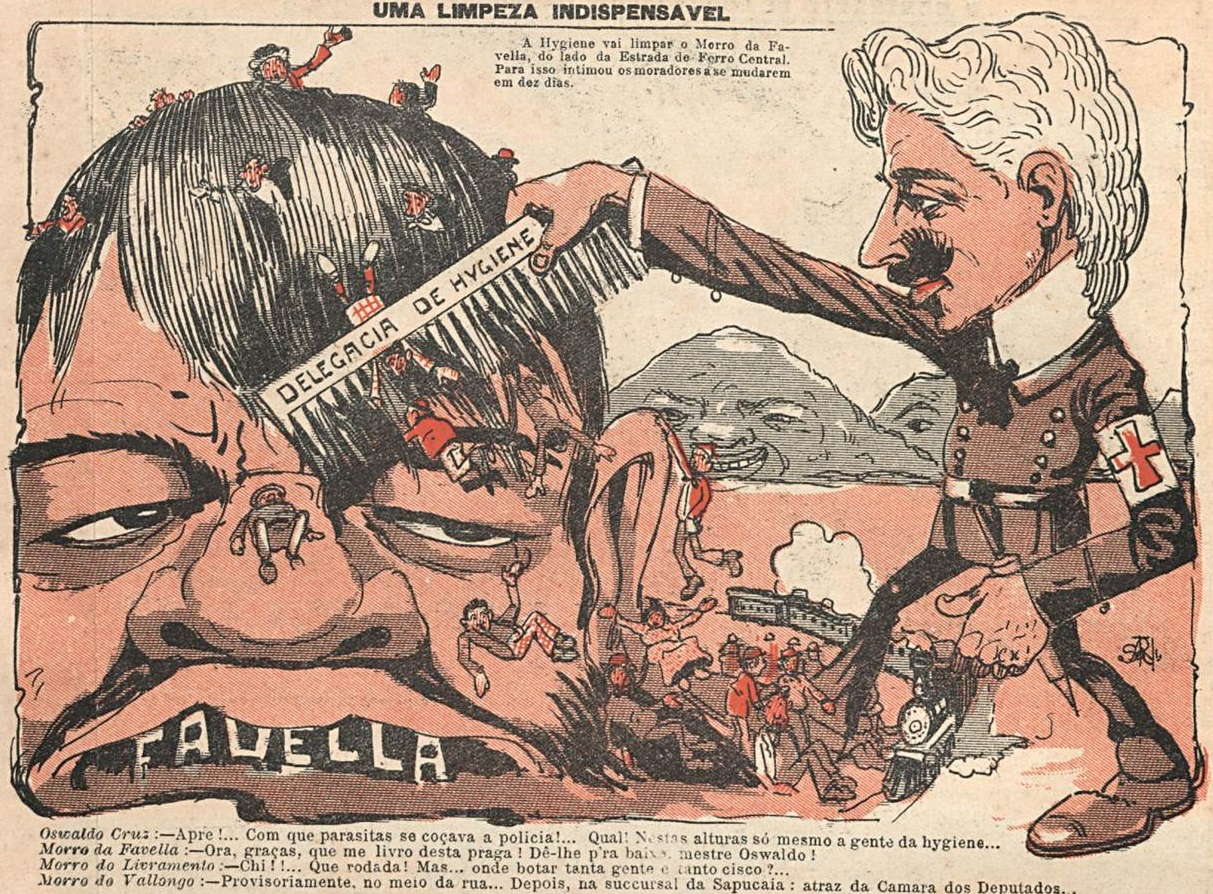
Caricatura de Oswaldo Cruz limpando o Morro da Favela (O Malho, nº 247, 08/06/1907).

A partir da associação do nome "favela" ou como chamam comunidade com os soldados, o morro popularmente passou a ser conhecido como morro da Favela.
A ocupação deflagrou-se entre o final do século XIX e o início do XX, a partir da grande reforma urbana imposta pelo engenheiro Pereira Passos, quando vários cortiços e habitações populares do centro foram devastados e a população pobre, transferida para os morros nas adjacências do centro.
Em 1 de janeiro de 1901, inaugurou-se no morro um "monumento comemorativo da passagem do século", que é o famoso Oratório tombado pelo Município em 1986. Pode ser que o Oratório tenha sido construído aproveitando uma antiga atalaia de observação preexistente no local. No fim do ano de 1910, o morro da Favela era considerado o lugar mais violento do Rio de Janeiro.
O nome favela estendeu-se a outros morros e, na década de 1920, as ocupações de colinas com barracos e casebres passaram a ser conhecidas como favelas.

## Atualidade
O morro abriga a comunidade da escola de samba Vizinha Faladeira, campeã do carnaval de 1937.